# 昆陽
昆陽（こや）は、兵庫県伊丹市の地名。現行の行政地名は町丁が昆陽一丁目から昆陽八丁目まであり、2007年までは昆陽1〜8丁目からやや離れた南方に大字昆陽が存在した。
本項では、旧大字昆陽の一部であった昆陽泉町（こやいずみちょう）、昆陽池（こやいけ）、昆陽北（こやきた）、昆陽東（こやひがし）、昆陽南（こやみなみ）についても解説する。

## 地理
昆陽という地名は元々、旧川辺郡稲野村の北部に当たる広大な地域を指していたが1940年に伊丹市が成立して以降、以下の地域が独立して町丁を形成している。その結果、かつて大字昆陽の下にあった小字は2007年に全て廃止され現在は下記のいずれかの町丁に属している。
- 1951年 - 昆陽泉町
- 1953年 - 松ケ丘
- 1955年 - 鈴原町
- 1966年 - 美鈴町、広畑
- 1969年 - 瑞ケ丘、瑞穂町、瑞原
- 1972年 - 千僧
- 1977年 - 中野西・中野東
- 1979年 - 西野
- 1980年 - 寺本、奥畑
- 1981年 - 昆陽池、昆陽北、池尻
- 2003年 - 昆陽東
- 2005年 - 昆陽南

### 昆陽
現在の町丁としての昆陽1〜8丁目は、伊丹市役所の所在地である千僧と一体で国や県の出先機関が所在する官庁街を形成している。北で昆陽池、北東から東で千僧、南東で昆陽東、南で昆陽南、南西で僅かに寺本東、西で寺本、北西で昆陽北と接し、北の一点で広畑とも接している。2011年10月1日の伊丹市による推計人口は3,445人。郵便番号664-0881。
町内の主な施設
- 伊丹法務合同庁舎
  - 神戸地方検察庁伊丹支部
  - 伊丹区検察庁
  - 神戸地方法務局伊丹支局
- 伊丹労働総合庁舎
  - 伊丹公共職業安定所（ハローワーク伊丹）
  - 伊丹労働基準監督署
- 伊丹市消防局
- 伊丹市水道局
- 伊丹市立稲野小学校
- 東天神社
- 観音寺
- 中宮寺
- 西宿寺

### 昆陽泉町
昆陽泉町（こやいずみちょう）は、1951年に大字昆陽から分離して成立した。現行の行政地名は町丁が昆陽泉町一丁目から昆陽泉町六丁目まで。2011年10月1日の伊丹市による推計人口は1,376人。郵便番号664-0885。
北で昆陽南、北東から東で昆陽東、南東の一点で鈴原町、南で美鈴町、西で昆陽南と接しており、特に昆陽南は泉町を取り囲むような形で区画が形成されている。
町内の主な施設
- 泉町会館

### 昆陽池
昆陽池（こやいけ）は、1981年に大字昆陽から分離して成立した。現行の行政地名は町丁が昆陽池一丁目から昆陽池三丁目まで。2011年10月1日の伊丹市による推計人口は746人。郵便番号664-0016。
北の一点で瑞原、東で瑞ケ丘、東で広畑、南東の一点で千僧、南で昆陽、南西で昆陽北、西で松ケ丘、北西で中野東と接している。中野西とは僅かに接していない。3丁目の大部分は昆陽池公園が占めている。
町内の主な施設
- 昆陽池公園
  - 伊丹市昆虫館
- 伊丹市立労働福祉会館・青少年センター（スワンホール）
- 市立伊丹病院

### 昆陽北
昆陽北（こやきた）は、1981年に大字昆陽から分離して成立した。現行の行政地名は町丁が昆陽北一丁目から昆陽北二丁目まで。2011年10月1日の伊丹市による推計人口は746人。郵便番号664-0015。
北で昆陽池、東で昆陽、南で寺本、西で奥畑、北西で松ケ丘と接している。1丁目は大部分が住友電気工業伊丹製作所の敷地となっており、2丁目は町内の北側にあるごく狭い一角のみである。
町内の主な施設
- 伊丹昆陽北郵便局
- 西天神社

### 昆陽東
昆陽東（こやひがし）は、2003年に大字昆陽から分離して成立した。現行の行政地名は町丁が昆陽東一丁目から昆陽東六丁目まで。2011年10月1日の伊丹市による推計人口は2,821人。郵便番号664-0886。
北で昆陽、北東で千僧、東で行基町、南東で鈴原町、南の一点で美鈴町、南西で昆陽泉町、西で昆陽南と接している。
町内の主な施設
- 伊丹市立西中学校
- 伊丹昆陽郵便局
- 伊丹市共同利用施設よつばセンター

### 昆陽南
昆陽南（こやみなみ）は、2005年に大字昆陽から分離して成立し、2007年に現在の区域が確定した。現行の行政地名は町丁が昆陽南一丁目から昆陽南四丁目まで。2011年10月1日の伊丹市による推計人口は4,205人。郵便番号664-0888。
正式な地名ではないが、住居表示の実施が最近であることと町内に所在する小学校の名称より摂陽（せつよう）の通称が用いられる場合もあり、町内の共同利用施設も「せつよう」を冠している。
北で昆陽、北東で昆陽東、東で昆陽泉町、南東で美鈴町、南で堀池、南の一点で美鈴町、南西で野間北、西で山田、北西で寺本東と接しており、寺本とはわずかに接していない。
町内の主な施設
- 伊丹市立摂陽小学校
- 伊丹市共同利用施設せつようセンター
- 伊丹市立ふれあいセンター[3]
  - ぎょうぎ温泉

## 歴史
奈良時代の僧・行基が731年に昆陽寺（こんようじ / こやでら）の前身となる昆陽施院を開き昆陽池など複数のため池造営を指導したとされる。中世までは摂津国武庫郡児屋郷（こやのごう）と呼ばれていた地域で、江戸時代までに東部が川辺郡小屋荘、西部が武庫郡西小屋荘に分かれた。後者は現在の尼崎市西昆陽に当たる。
江戸時代には、西国街道昆陽宿が設けられていた。

## 交通
町内に鉄道は通っておらず、阪急伊丹線伊丹駅が最寄駅となる。
国道171号線が昆陽と昆陽池・昆陽北の間を横断するように入っている。伊丹市バスが町内を南北に貫く県道142号線沿いに昆陽停留所を、5丁目に昆陽西口バス停を設置している。

## その他
「昆陽」で「こや」と読むのは難読であるため「昆陽」の部分をひらがなにする例も存在する（例：兵庫県立こやの里特別支援学校など）